# Taruntius (cratère)

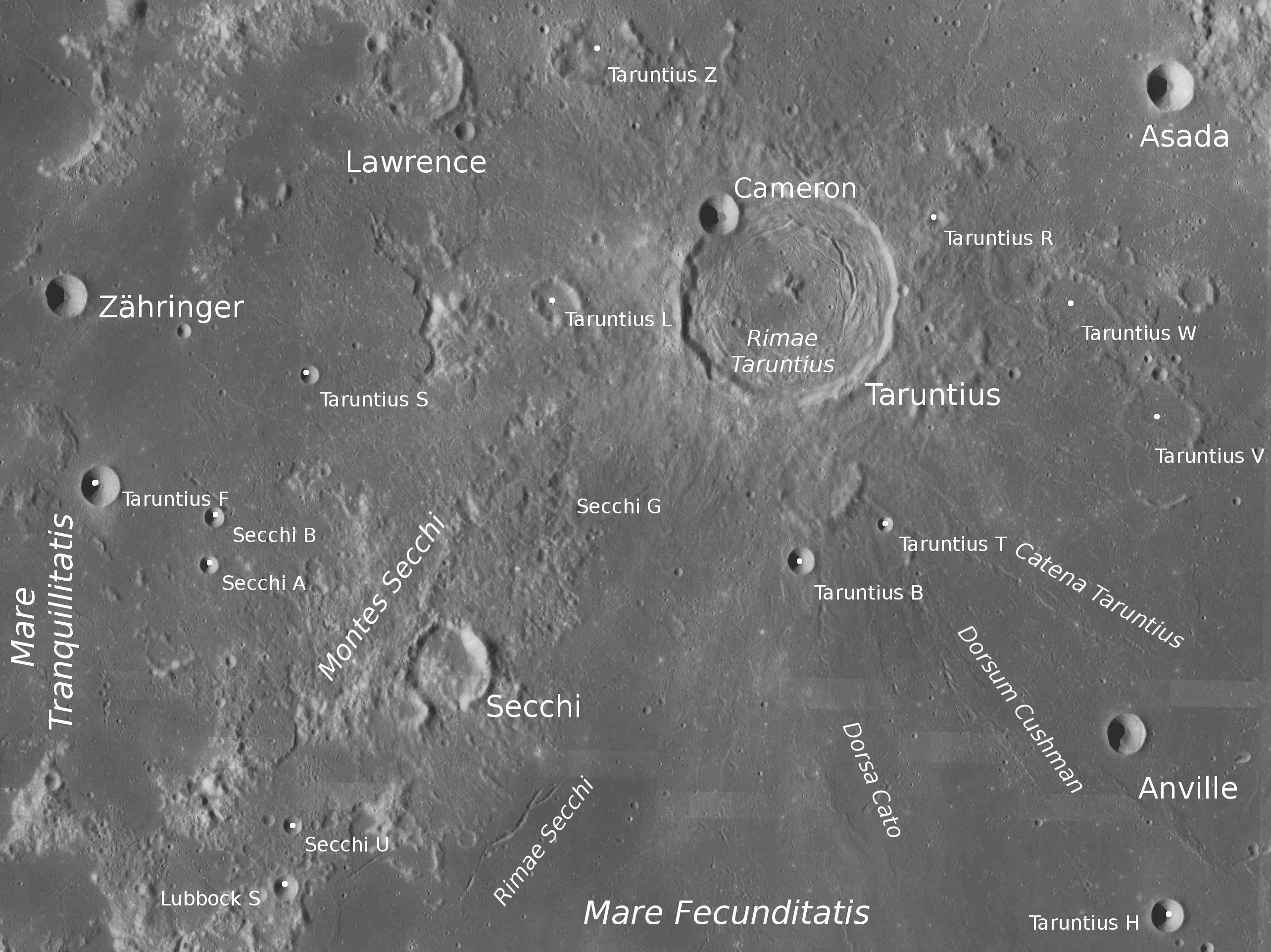
Vue du cratère Taruntius et ses nombreux cratères satellites

Taruntius est un cratère lunaire situé sur la face visible de la Lune. Il se trouve au nord-ouest de la Mare Fecunditatis et au nord-est du massif montagneux des Montes Secchi et du cratère Secchi. Le cratère Taruntius a une surface en terrasse marquée par la présence de couches de lave. Le contour est cassé au nord-ouest par le petit cratère Cameron. Il y a un pic central à la structure complexe, peu élevé, au milieu du cratère et sur une surface intérieur relativement plane. Le cratère Taruntius possède une structure rayonnée composée de quelques fines rainures qui sont concentriques au rebord et une crevasse dénommée Rimae Tarantius.
En 1935, l'Union astronomique internationale a donné, à ce cratère lunaire, le nom du philosophe et érudit romain Lucius Tarutius Firmanus.

## Cratères satellites

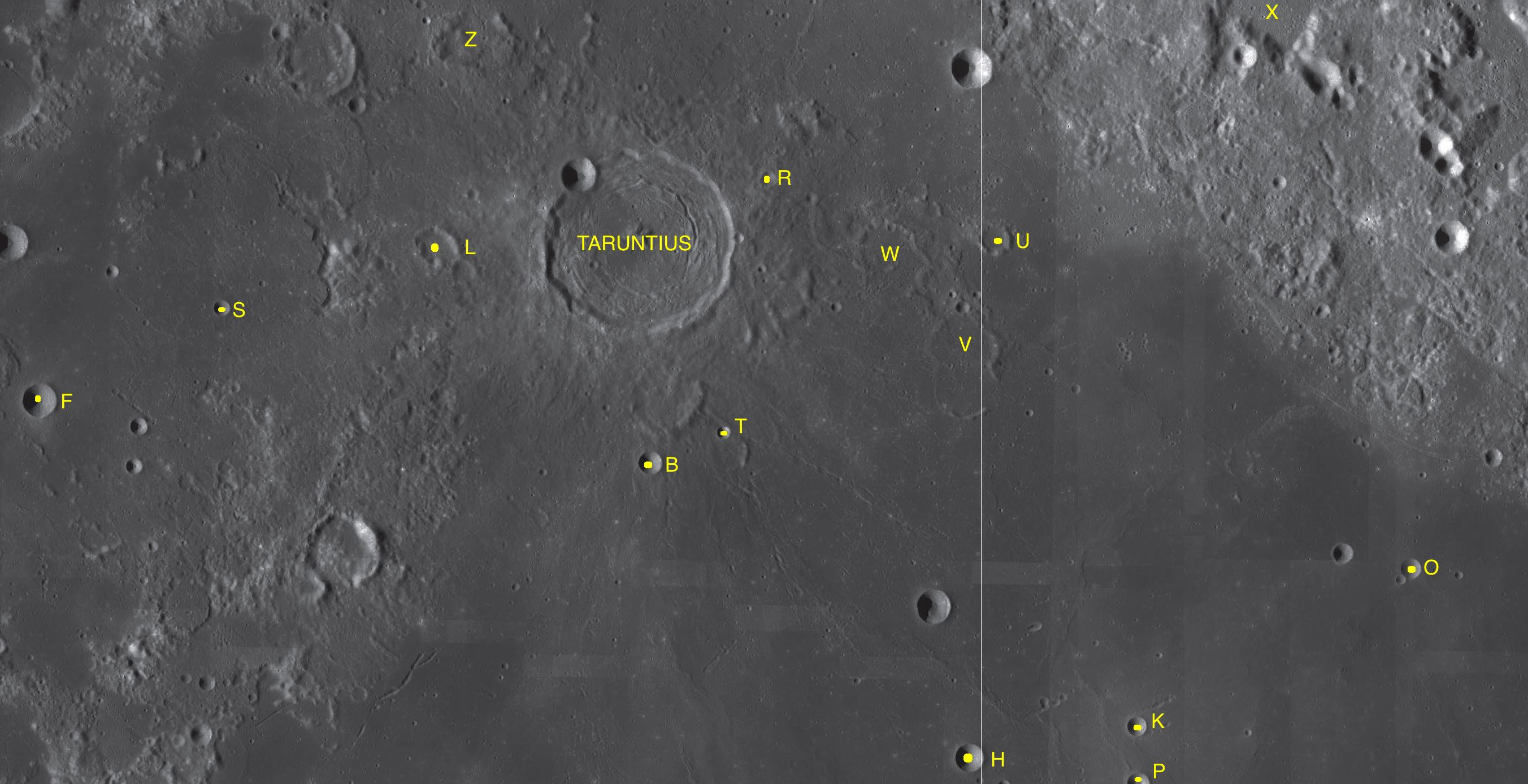
Cratères satellites de Taruntius.

Par convention, les cratères satellites sont identifiés sur les cartes lunaires en plaçant la lettre sur le côté du point central du cratère qui est le plus proche de Taruntius.
| Taruntius | Latitude | Longitude | Diamètre |
| --------- | -------- | --------- | -------- |
| B         | 3.3° N   | 46.6° E   | 7 km     |
| F         | 4.0° N   | 40.5° E   | 11 km    |
| H         | 0.3° N   | 49.9° E   | 8 km     |
| K         | 0.6° N   | 51.6° E   | 5 km     |
| L         | 5.5° N   | 44.4° E   | 14 km    |
| O         | 2.2° N   | 54.3° E   | 7 km     |
| P         | 0.1° N   | 51.6° E   | 7 km     |
| R         | 6.1° N   | 47.9° E   | 5 km     |
| S         | 4.9° N   | 42.4° E   | 5 km     |
| T         | 3.4° N   | 47.5° E   | 10 km    |
| U         | 5.6° N   | 50.1° E   | 12 km    |
| V         | 4.5° N   | 49.8° E   | 21 km    |
| W         | 5.5° N   | 48.9° E   | 15 km    |
| X         | 7.7° N   | 53.0° E   | 23 km    |
| Z         | 7.6° N   | 44.9° E   | 17 km    |

Les cratères suivants ont été renommés par l'union astronomique internationale.
- Taruntius A — voir Asada.
- Taruntius C — voir Cameron.
- Taruntius D — voir Watts.
- Taruntius E — voir Zähringer.
- Taruntius G — voir Anville.
- Taruntius M — voir Lawrence.
- Taruntius N — voir Smithson.